# 瓦兹河畔蒙索
瓦兹河畔蒙索（法語：Monceau-sur-Oise，法語發音：[mɔ̃so syʁ waz]）是法国上法蘭西大區埃纳省的一个市镇，属于韦尔万区。

## 地理
瓦兹河畔蒙索（49°54'5"N, 3°41'44"E）面积5.86 平方千米，位于法国上法蘭西大區埃纳省，该省份为法国北部内陆省份，北起北部省，西接索姆省和瓦兹省，东临阿登省和马恩省，西南至塞纳-马恩省，东北部与比利时接壤。
与瓦兹河畔蒙索接壤的市镇（或旧市镇、城区）包括：大弗拉维尼和博兰、马尔济、维莱莱吉斯、维耶日法蒂。

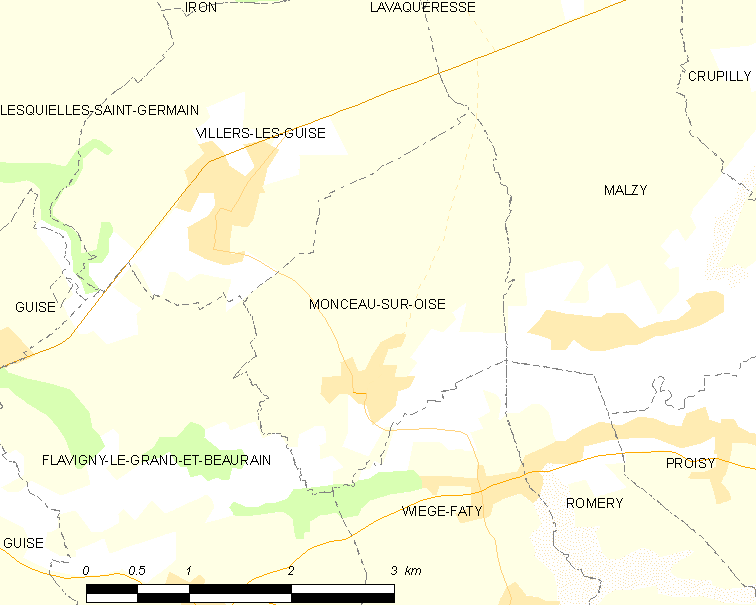
瓦兹河畔蒙索的OSM定位图

瓦兹河畔蒙索的时区为UTC+01:00、UTC+02:00（夏令时）。

## 行政
瓦兹河畔蒙索的邮政编码为02120，INSEE市镇编码为02494。

## 政治
瓦兹河畔蒙索所属的省级选区为吉斯县。

## 人口

1962-2008年间瓦兹河畔蒙索人口变化图示

瓦兹河畔蒙索于2022年1月1日时的人口数量为130人。